# Johan Jacob Hagströmer

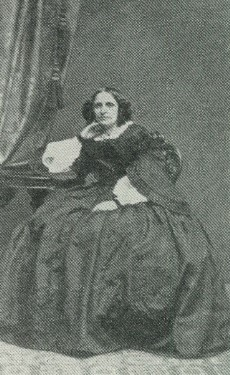
Louise Hagströmer

Johan Jacob Jean-Jacques Hagströmer, född 13 maj 1820 i Stockholm, död där 23 december 1887, var en svensk officer, adelsman och ledamot av ståndsriksdagen. 

## Biografi
Han var son till Jakob Vilhelm Hagströmer, sonson till Anders Johan Hagströmer. Han tillträdde som underlöjtnant vid Svea livgarde 1840, befordrades till löjtnant vid Svea livgarde 1846 och tillträdde som generalstabsofficer samma år. Han beviljades avsked med kaptens grad 1849.
I enlighet med 37 § i 1809 års regeringsform blev han som huvudman för ätten Hagströmer adelsman vid faderns frånfälle 1837. Som sådan var han ledamot av Riksdagen 1856–1858 och av bankoutskottet. I Riksdagen 1859–1860 var han suppleant i statsutskottet. Under en tid ägde han gården Wärsta i Närke.
Enligt Liedgren (1956) brukade han roa sig med att "nöjesläsa" de senaste nyheterna inom kokboksgenren. Den 27 februari 1845 ingick han äktenskap med Ulrika Lovisa (Louise) Kyntzell (1826–1875). Makarna är begravda på Norra begravningsplatsen utanför Stockholm. Han var far till Johan Hagströmer.